# Hugo Bagnulo
Hugo Bagnulo (ur. 23 lipca 1915, zm. 7 lutego 2008) – pięściarz, piłkarz i piłkarski trener urugwajski.
Bagnulo początkowo próbował sił jako pięściarz w klubie Boxing Club Palermo. Wkrótce jednak postanowił zmienić dyscyplinę sportu i w 1936 roku rozpoczął karierę piłkarską w klubie Central Español Montevideo. Następnie grał w klubach Defensor Sporting i Danubio FC.
Po zakończeniu kariery piłkarskiej w 1948 roku został trenerem, a jego pierwszym zespołem była drużyna klubu Danubio.
W 1955 roku został trenerem reprezentacji Urugwaju, którą przejął po Juanie Carlosie Corazzo. Rok później prowadził reprezentację podczas turnieju Copa América 1956, gdzie Urugwaj zdobył tytuł mistrza Ameryki Południowej. Jego drużyna rozegrała pięć meczów nie ponosząc żadnej porażki. Urugwaj wygrał cztery mecze (z Paragwajem, Peru, Chile i Argentyną) oraz zremisował z Brazylią, zdobywając 9 bramek i tracąc 3. W 1957 roku rolę trenera reprezentacji przejął po nim Juan López Fontana.
Ponownie objął drużynę reprezentacji Urugwaju w 1970 roku i prowadził ją w 1973 roku podczas eliminacji do finałów mistrzostw świata w 1974 roku. Nie pojechał jednak na finały mistrzostw do RFN, gdyż reprezentację przejął po nim Roberto Porta.
Bagnulo jako trener klubu CA Peñarol zdobył 5 tytułów mistrza Urugwaju – w 1958, 1973, 1974, 1975 i 1982. Tylko dwaj inni trenerzy zdołali zdobyć równie pokaźną liczbę tytułów mistrza Urugwaju - są to Roque Gastón Máspoli i Héctor Castro.
Bagnulo doprowadził klub Club Nacional de Football do półfinału turnieju Copa Libertadores 1962. Następnie z Peñarolem zaliczył dwa nieudane turnieje – Copa Libertadores 1973 i Copa Libertadores 1975. W następnej dekadzie poprowadził Peñarol do zwycięstwa w turnieju Copa Libertadores 1982 i w Pucharze Interkontynentalnym oraz do finału turnieju Copa Libertadores 1983.
Bagnulo pracował również za granicą – był trenerem w argentyńskim klubie Rosario Central oraz w peruwiańskim klubie Alianza Lima. W ojczyźnie poza Nacionalem i Peñarolem trenował także drużyny wielu innych klubów - Defensor Sporting, Montevideo Wanderers, Central Español Montevideo, Huracán Buceo Montevideo, Liverpool Montevideo oraz CA Bella Vista.
Bagnulo jako trener potrafił jak nikt inny wyzwalać u swych podopiecznych poczucie pewności siebie i wielką ambicję. Zaliczany jest do najwybitniejszych trenerów w dziejach urugwajskiego futbolu.